# Quetzalia ilicina
Quetzalia ilicina là một loài thực vật có hoa trong họ Dây gối. Loài này được (Standl. & Steyerm.) Lundell miêu tả khoa học đầu tiên năm 1970.